# Pont vivant

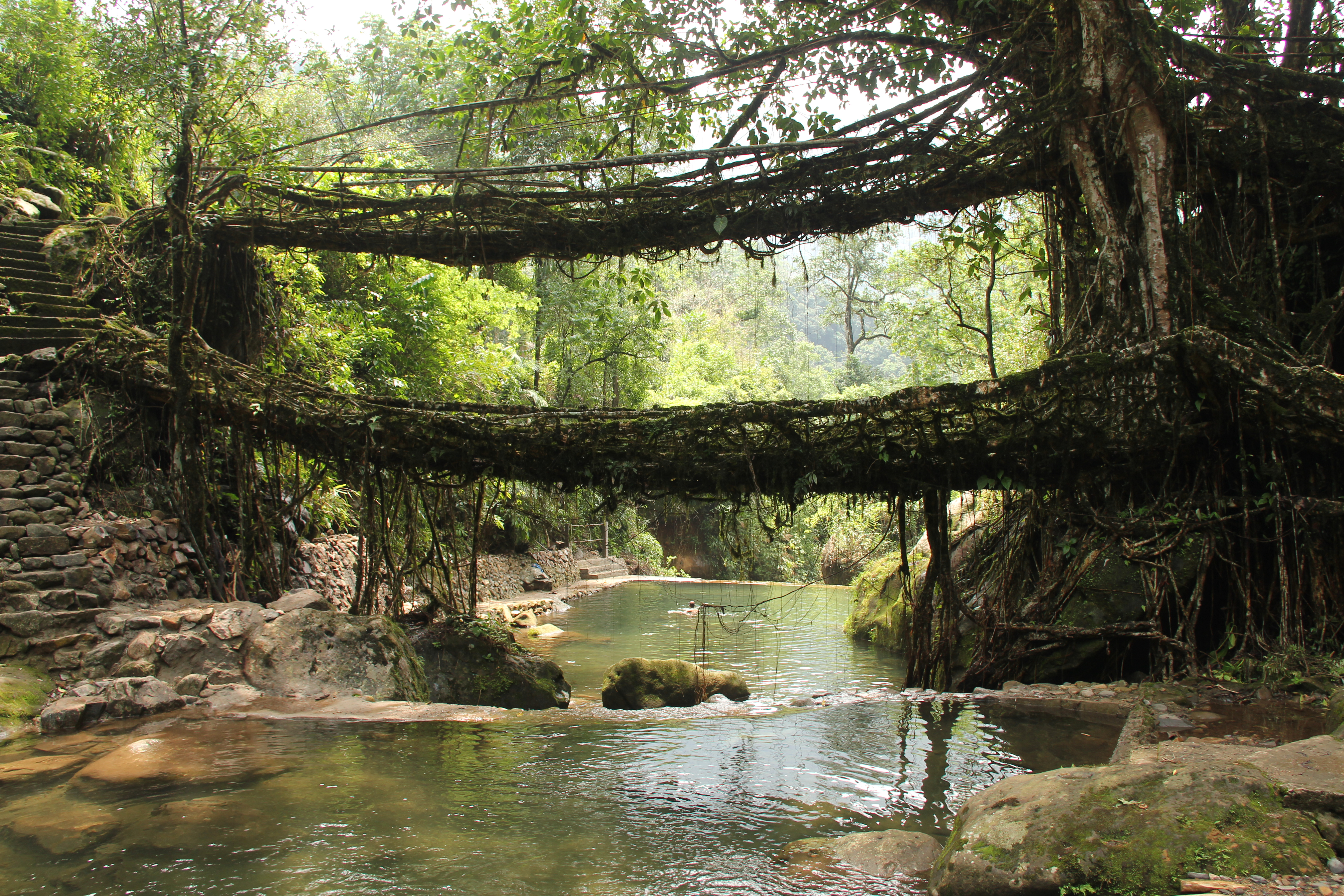
Double pont dans les collines de Khasi orientales.

Un pont vivant, ou pont de racines vivantes, est un pont fabriqué à partir des racines aériennes de figuiers à caoutchouc (Ficus elastica,). Ils sont notamment utilisés par les peuples Khasi et Jaintia des régions montagneuses de la partie méridionales du plateau de Shillong. Des ponts de racines ont également été observés dans l’État indien du Nagaland.
Des ponts-racines vivants ont également été créés en Indonésie à Jembatan akar, sur l'île de Sumatra, et dans la province banten de Java, par les Baduys,.

## Méthodes de construction de ponts de racines vivantes

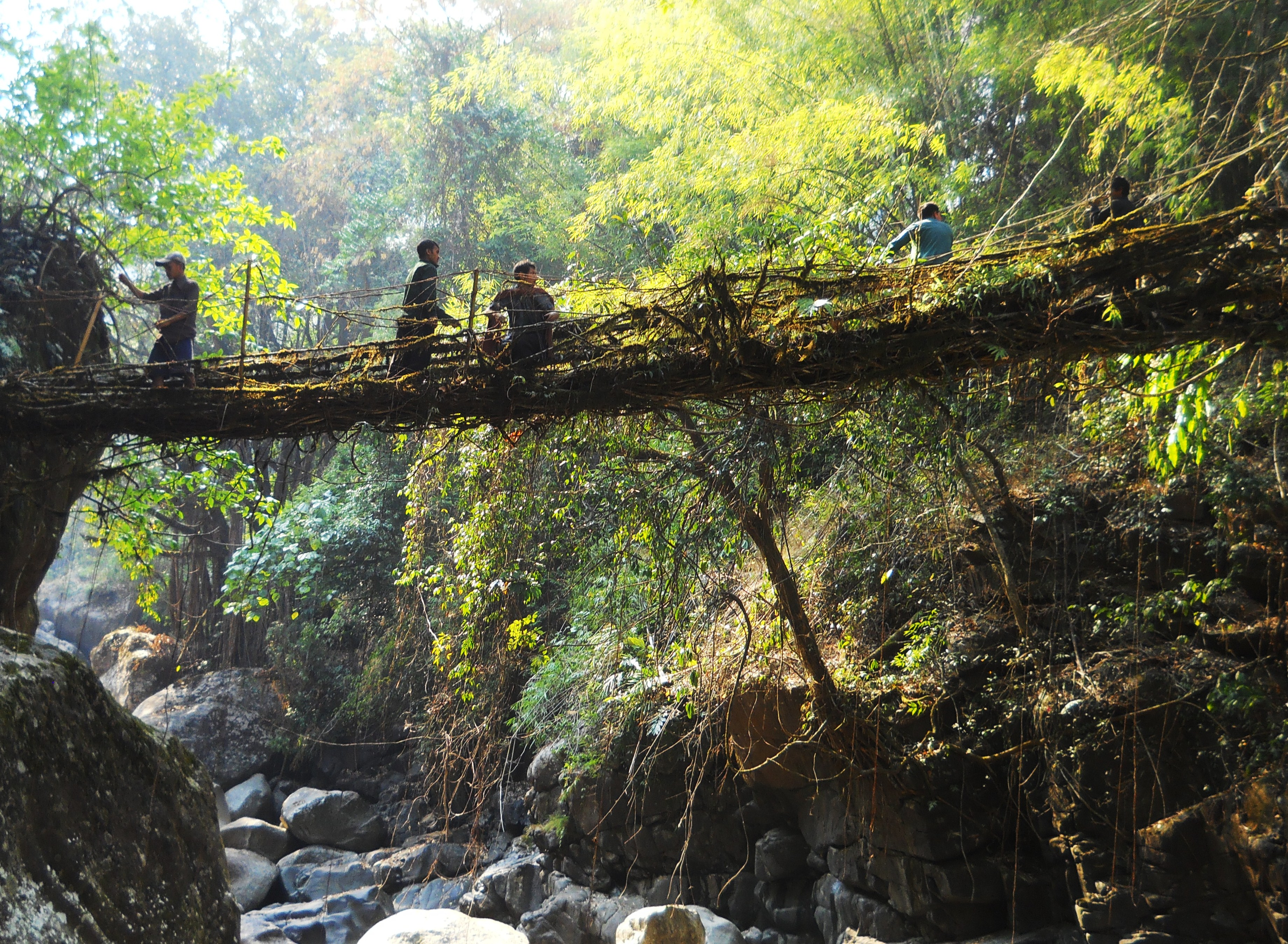
Un pont vivant près du village de Kongthong en réparation. Les Khasis sur la photo utilisent les jeunes racines aériennes pliables d’un figuier pour créer une nouvelle balustrade.

Un pont de racines vivantes est formé en guidant les racines élastiques de Ficus elastica à travers un cours d'eau, puis en laissant les racines se développer et se renforcer au fil du temps jusqu'à ce qu'elles puissent supporter le poids d'un être humain. Les jeunes racines sont parfois liées ou tordues ensemble et sont souvent encouragées à se combiner les unes aux autres via le processus d'inosculation ou anastomose. Comme Ficus elastica convient bien pour s’ancrer sur les pentes abruptes et les surfaces rocheuses, il n’est pas difficile d’encourager ses racines à s’implanter de part et d’autre des rives du fleuve. Comme ils sont fabriqués à partir d’organismes vivants et en croissance, la durée de vie utile de tout pont de racines est variable. On pense que dans des conditions idéales, un pont racine peut durer plusieurs centaines d'années : le pont à deux étages de Cherrapunji a plus de 180 ans et certains pourraient peut-être dépasser les 500 ans. Tant que l'arbre à partir duquel il est formé reste en bonne santé, le pont s'auto-renouvellera naturellement et s'auto-renforcera au fur et à mesure que les racines qui le composent s'épaissiront,.
Un pont de racines peut être créé de différentes manières.

### Génération d'un pont racine à la main
Certains ponts de racines vivants sont entièrement créés en manipulant les racines de Ficus elastica à la main et sans l'aide d'un échafaudage ni de tout autre matériau naturel ou créé par l'homme.

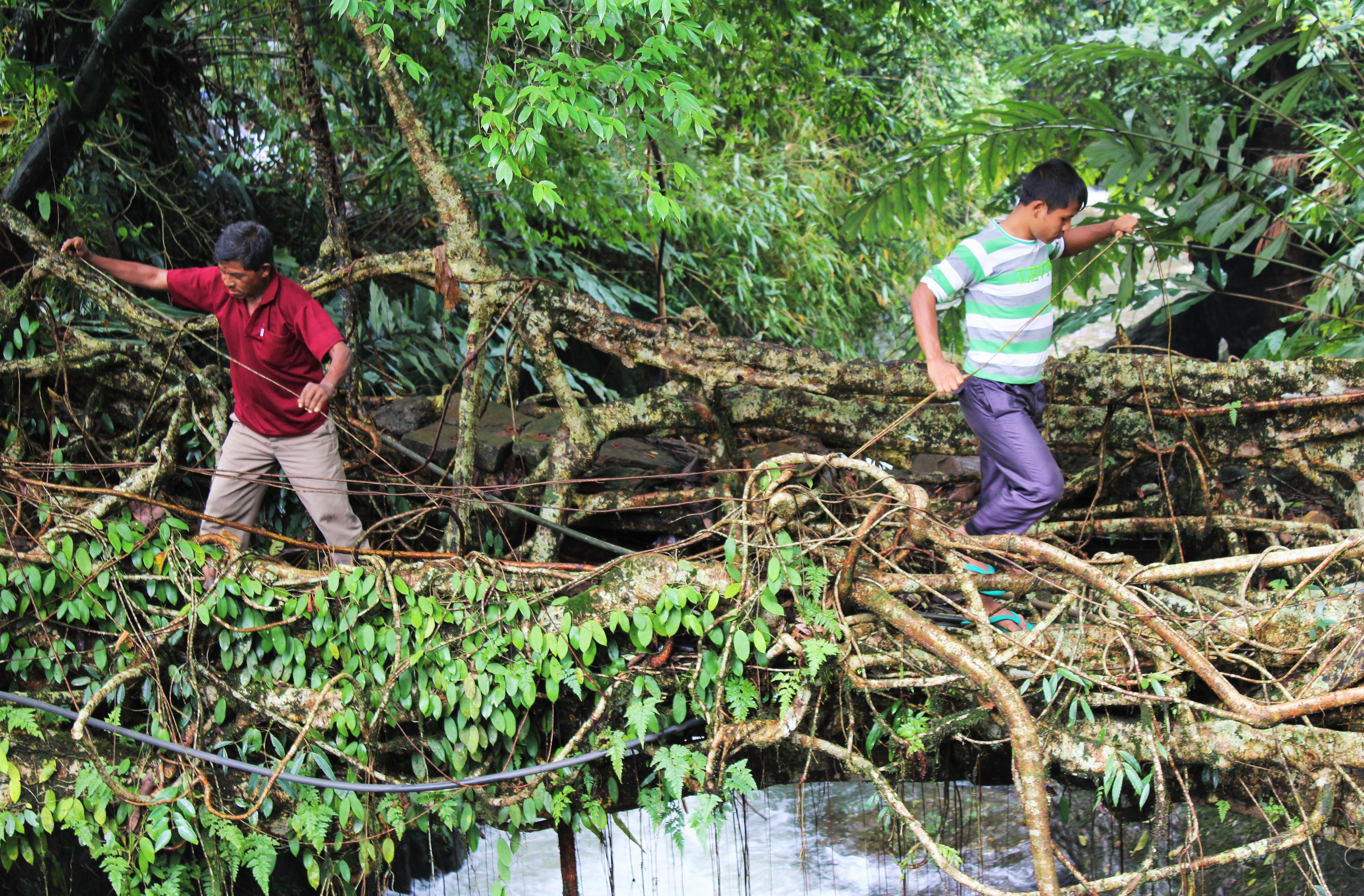
Un pont de racine dans le village de Birmanie, dans les collines de Khasi est, en cours de développement sans l'aide d'échafaudages.

Souvent, les habitants utilisant des ponts de racines y apportent de petites modifications, manipulant les jeunes racines au moment opportun. Pour cette raison, on peut dire que le développement d'un pont racine vivant est essentiellement une entreprise sociale et que les structures sont des travaux en perpétuelle évolution.

### Génération de ponts de racines à l'aide d'un échafaudage en bois ou en bambou
Les ponts de racines sont également généralement formés en conduisant de jeunes racines de Ficus elastica sur des échafaudages en bois ou en bambou, matériaux abondants dans le nord-est de l'Inde. Dans ces cas, les racines sont enroulées autour de l'extérieur du matériau périssable. Les échafaudages peuvent être remplacés plusieurs fois au fil des ans à mesure que le pont radiculaire se renforce.

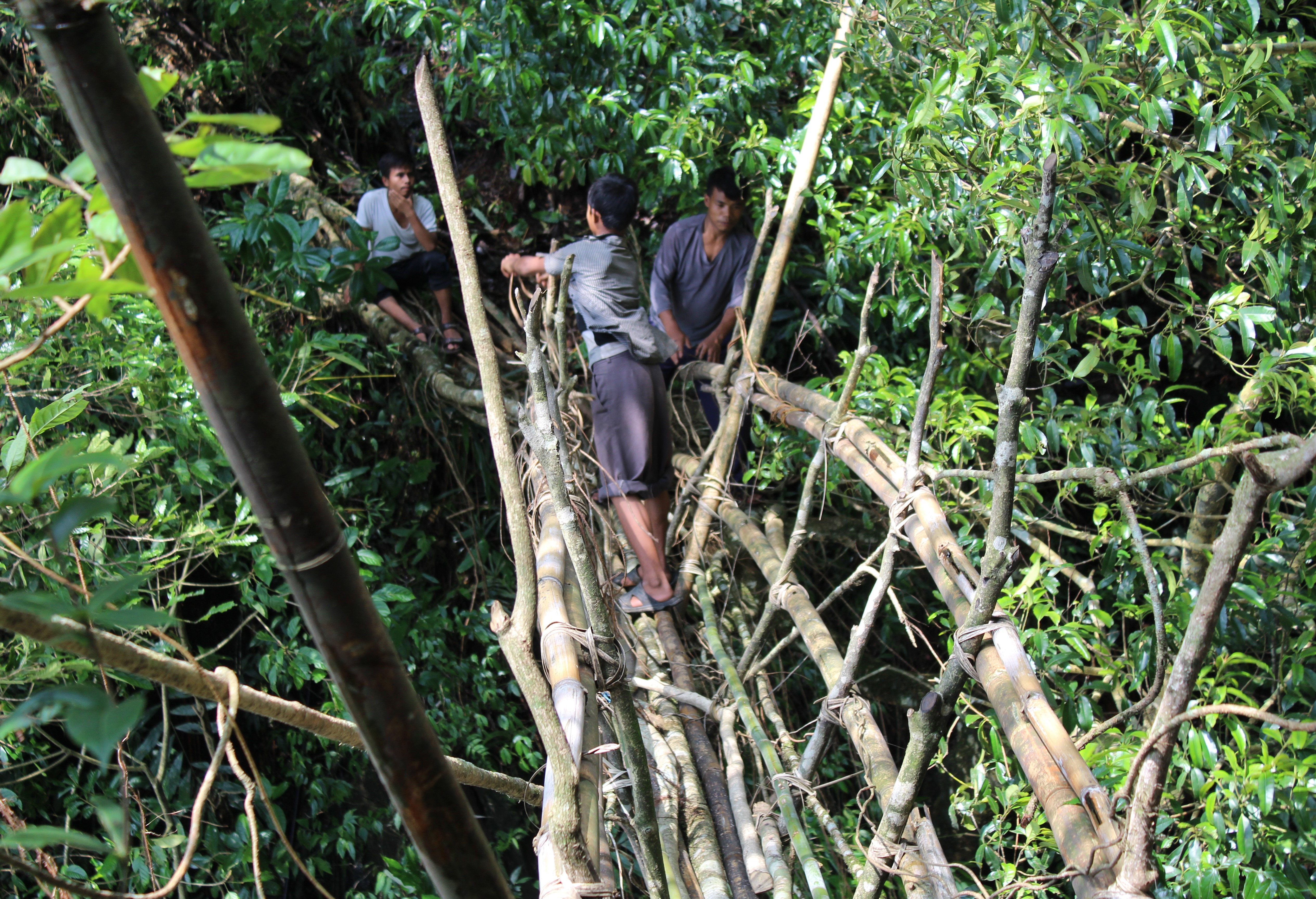
Un pont radiculaire cultivé à l'aide d'un échafaudage en bois et en bambou. Rangthylliang, East Khasi Hills.

### Génération de ponts de racines à l'aide de troncs d'aréquier
Certains ponts de racines vivants sont cultivés en entrainant de jeunes racines de Ficus elastica au travers les troncs évidés des aréquiers. Les racines des arbres flexibles sont faites pour pousser au travers des troncs d'aréquier, qui ont été placés à travers les rivières et les ruisseaux jusqu'à ce que les racines des ficus se soient attachées sur l'autre rive.
Les troncs servent à guider les racines, à les protéger et à leur fournir les nutriments nécessaires alors qu'ils se décomposent. Des bâtons, des cailloux et autres objets sont utilisés pour stabiliser le pont dans sa croissance. Ce processus peut durer jusqu’à 15 ans. Ce moyen de créer des ponts-racines vivants s’observe près du village de Nongriat, un village ouvert aux touristes.

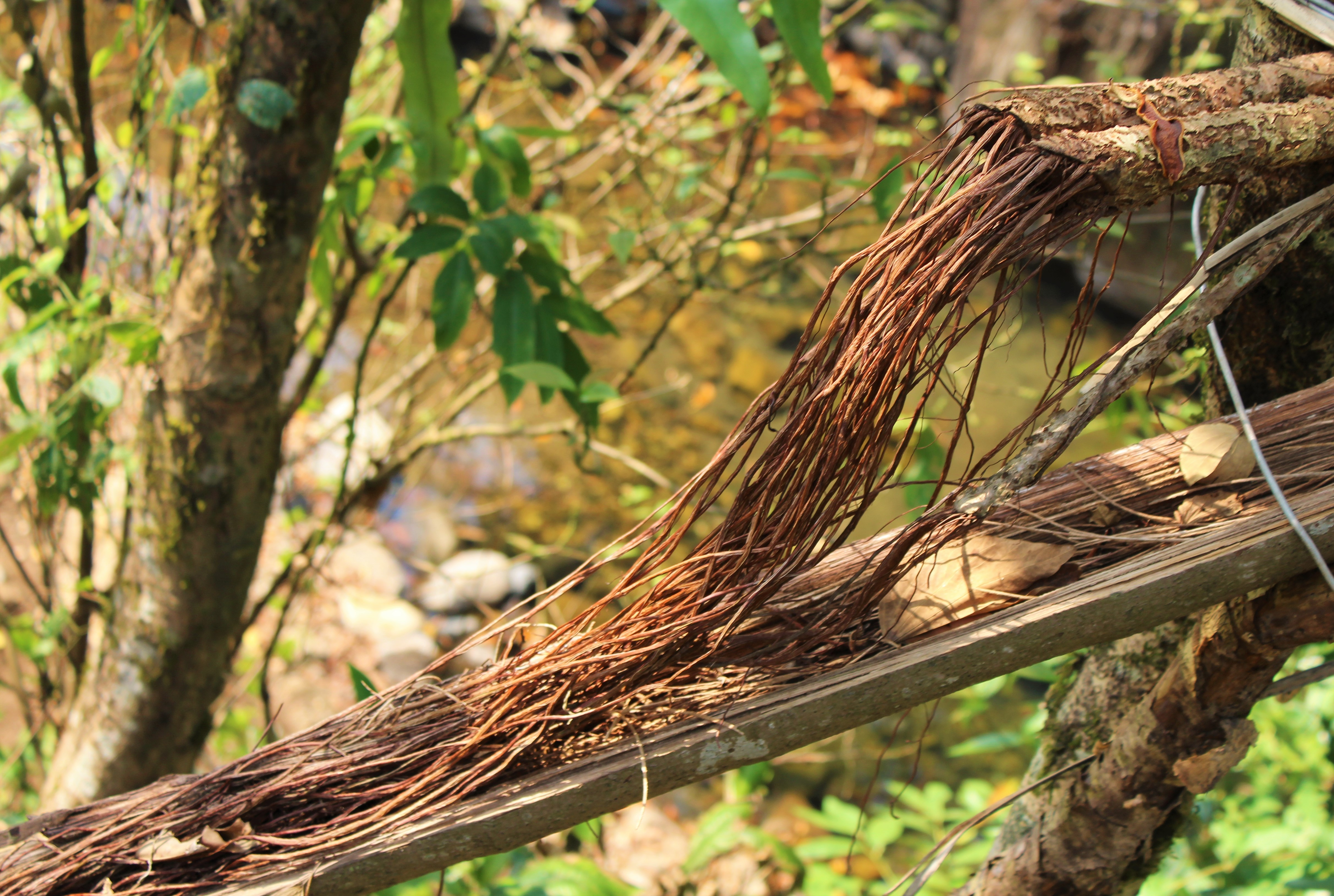
Un pont de racines vivant en cours de développement, les brins de Ficus elastica étant guidés le long d’un tronc d'aréquier coupé en deux.

### Génération de ponts radiculaires utilisant des structures conventionnelles comme échafaudages
Les ponts de racines peuvent également être formés en guidant les jeunes racines de Ficus elastica à travers des structures conventionnelles, telles que des ponts de suspension en fil d'acier déjà existants. La structure utilisée en tant qu’échafaudage étant déjà fonctionnelle, le problème du délai qu’il faut à un pont racine pour devenir fonctionnel est ici contourné; la structure conventionnelle peut être utilisée jusqu'à ce que le pont racine le plus durable soit suffisamment fort.

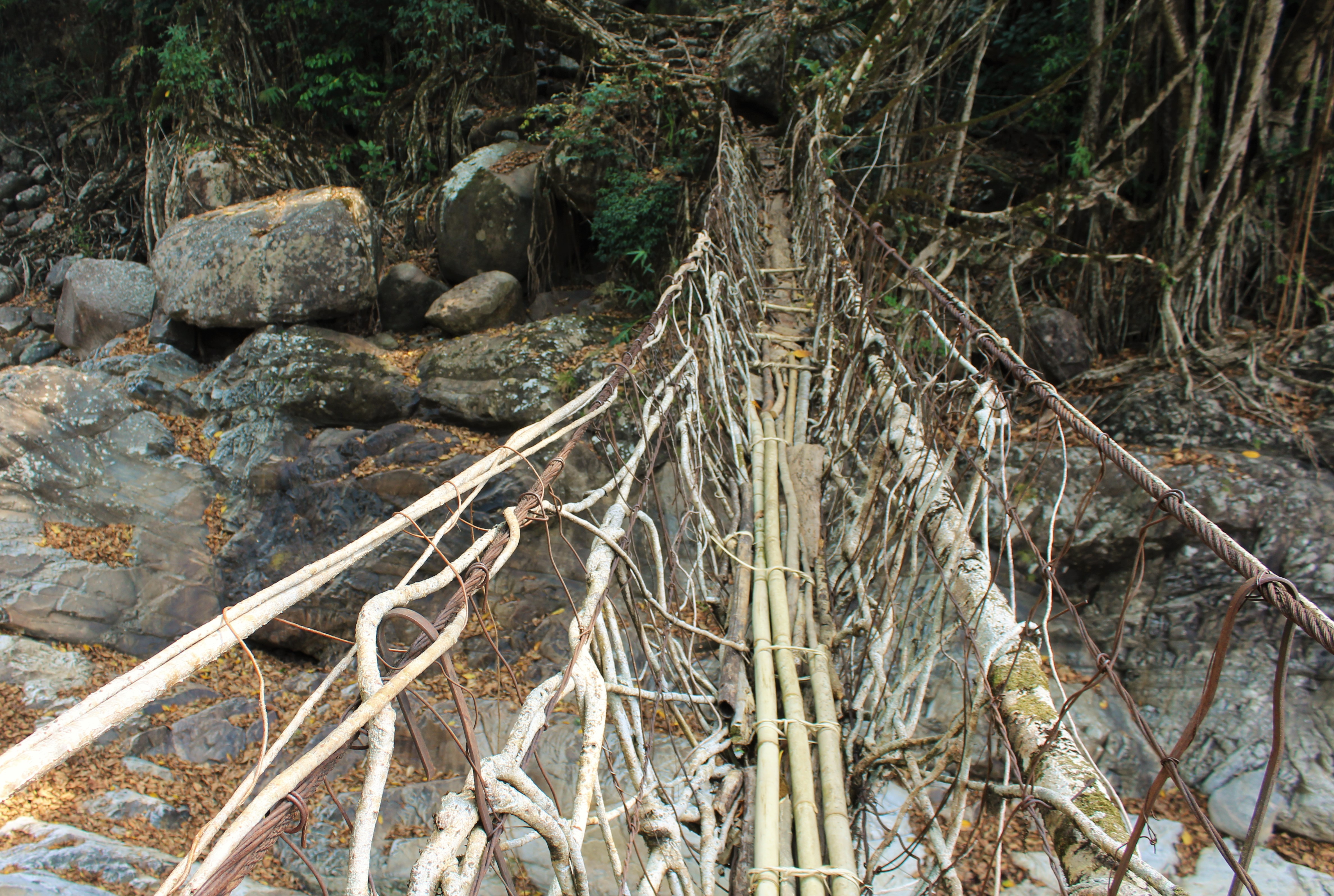
Ici, les racines de Ficus elastica ont été formées sur un pont en acier préexistant, dans l’espoir que, lorsque les éléments en acier céderont, les racines auront eu le temps de prendre la forme d’un pont vivant.

## Emplacements
Des ponts de racines vivants existent dans les districts des West Jaintia Hills et d’East Khasi Hills,. Dans les collines de Jaintia, on trouvera des exemples de ponts de racines vivants dans et autour des villages de Shnongpdeng, Nongbareh, Khonglah, Padu, Kudeng Thymmai et Kudeng Rim. Dans les East Khasi Hills, des ponts de racines vivants à proximité de Cherrapunji, maintenant appelé Sohra, existent dans et autour des villages de Tynrong, Mynteng, Nongriat, Nongthymmai et autour de Laitkynsew. À l'est de Sohra (Cherrapunji), des exemples de ponts-racines vivants existent dans la région de Khatarshnong, dans et autour des villages de Nongpriang, Sohkynduh, Rymmai, Mawshuit et Kongthong. Beaucoup d'autres se trouvent près de Pynursla et autour du village de Mawlynnong.

## Histoire
Le peuple Khasi ne sait pas quand ni comment a commencé la tradition des ponts-racines. La plus ancienne trace écrite des ponts-racines vivants de Sohra (Cherrapunji) est celle du lieutenant Henry Yule, qui exprime son étonnement à leur sujet en 1844 dans le Journal of the  Asiatic Society of Bengal.

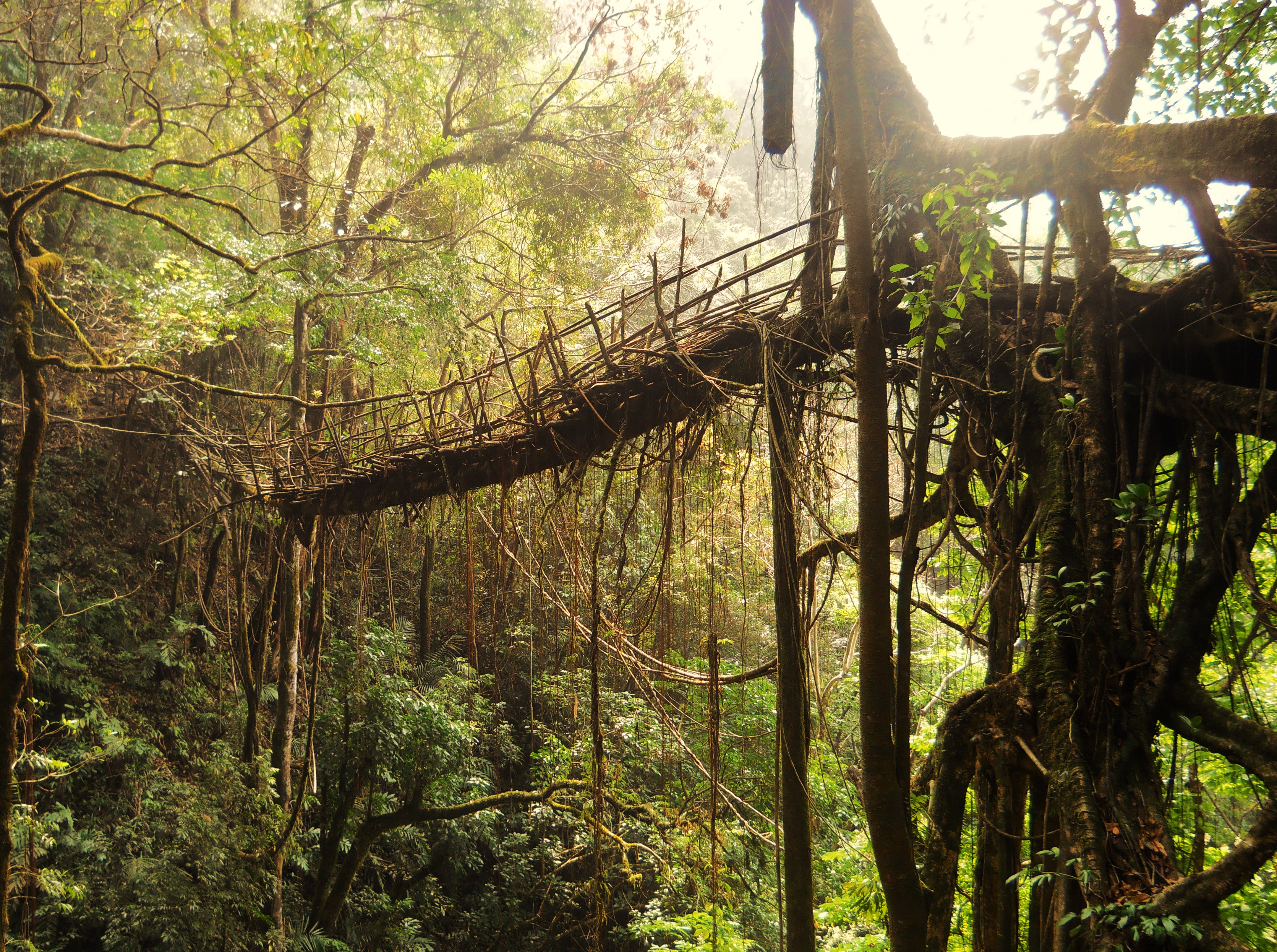
Ce pont racine vivant est le plus long exemple connu.

## Exemples
L'exemple le plus long connu de pont de racines vivant, long de plus de 50 m, se trouve près de la petite ville de Khasi de Pynursla, en Inde. On peut y accéder depuis les villages de Mawkyrnot ou de Rangthylliang.
Il existe plusieurs exemples de doubles ponts de racines vivants, le plus célèbre étant le pont racine "Double Decker" du village de Nongriat, illustré ci-dessus.
Il existe trois exemples connus de ponts doubles à deux travées parallèles ou presque parallèles. Deux se trouvent dans les West Jaintia Hills, près des villages de Padu et de Nongbareh, et l’autre se trouve dans le village de Birmanie, dans les East Khasi Hills. Il y a aussi un pont double (ou peut-être même un pont triple) près du village de Rangthylliang, près de Pynursla.

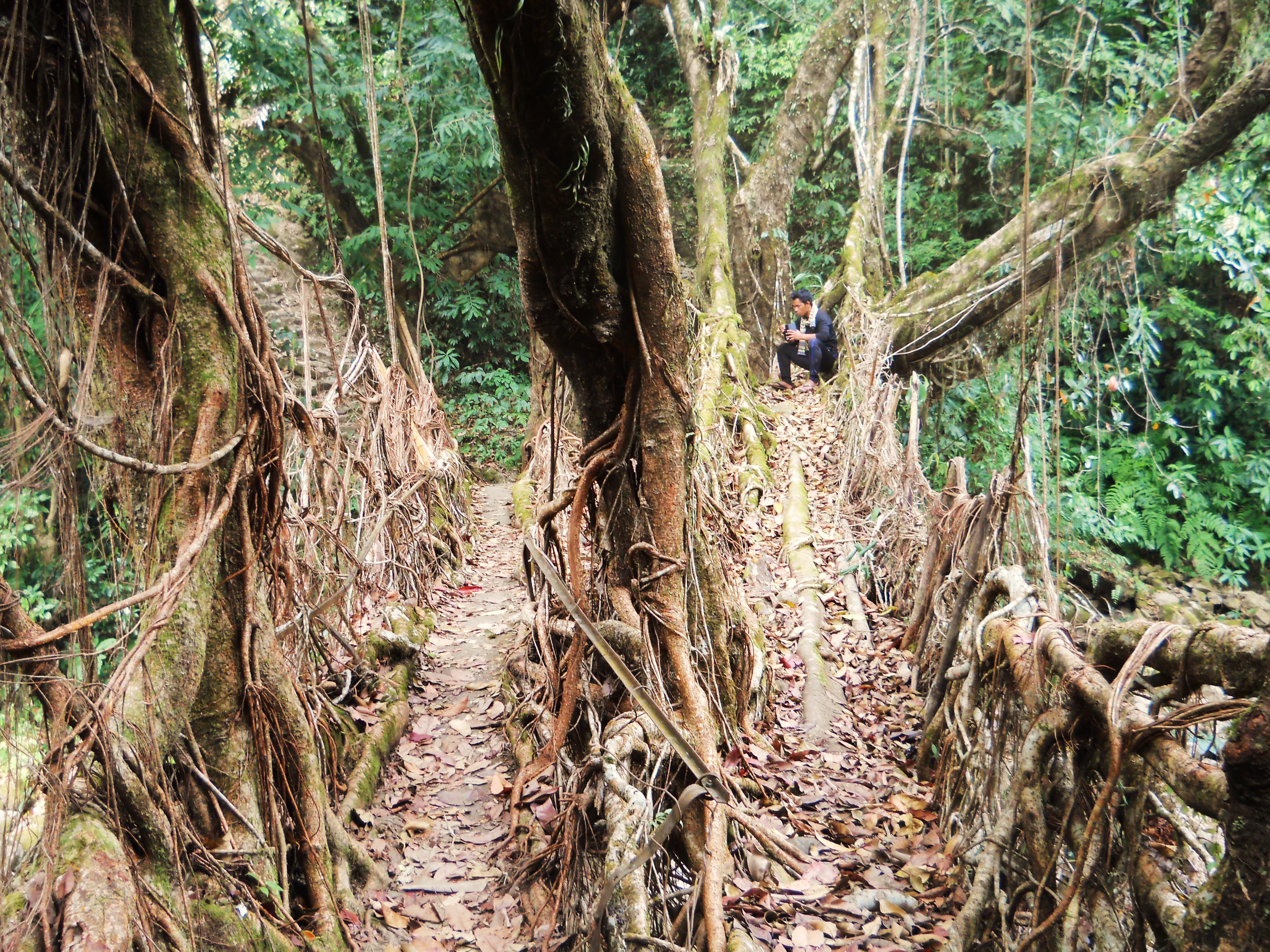
Double pont de racines vivant du village de Padu.

## Autres exemples d'architecture de racines vivante à Meghalaya

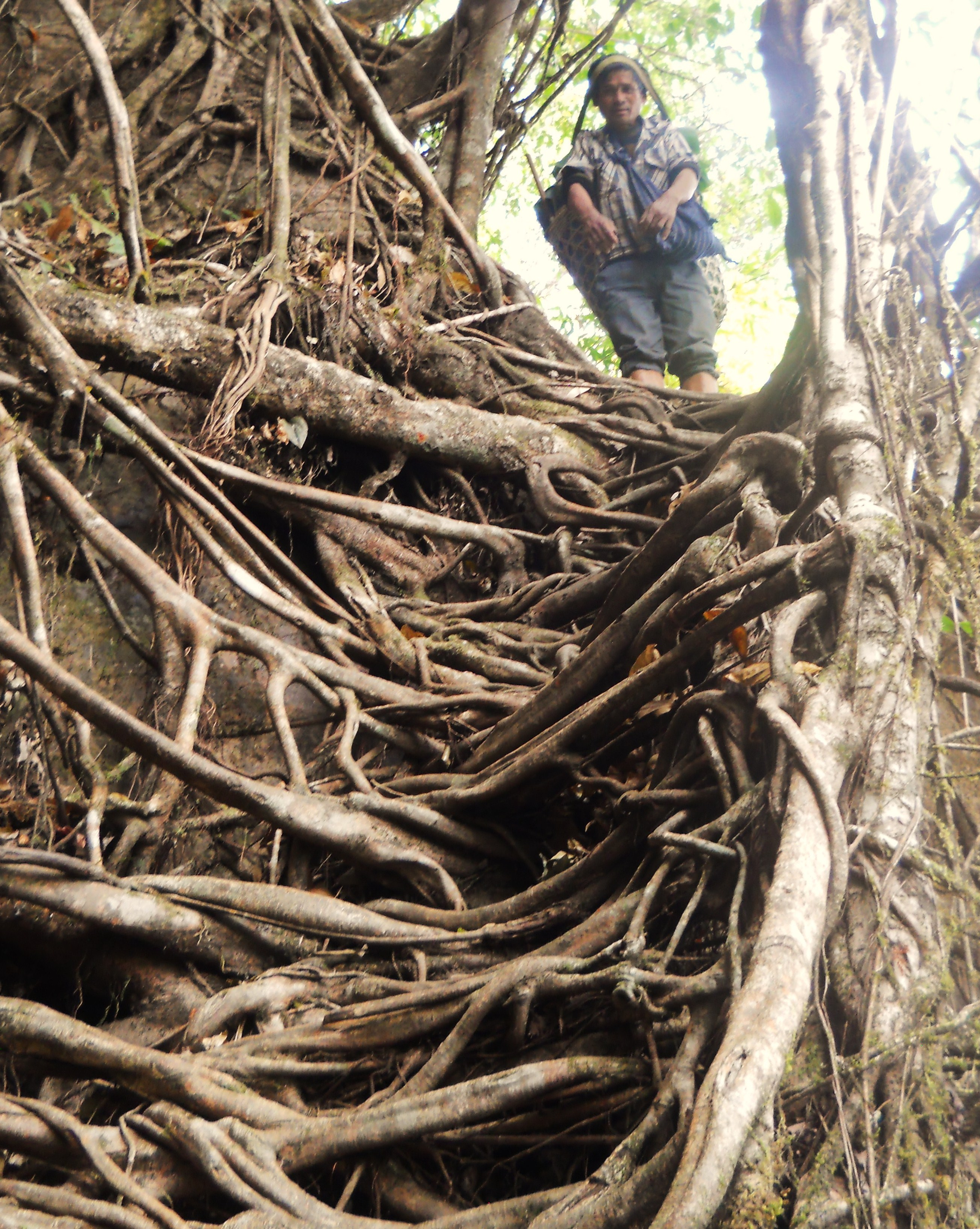
Une échelle de racine vivante près du village de Pongtung dans les East Khasi Hills.

Les Khasis Wars et les Jaintias Wars construisent également plusieurs autres types de structures à partir des racines aériennes des arbres à caoutchouc, qui comprennent des échelles et des plates-formes. Par exemple, dans le village de Kudeng Rim, dans les collines de Jaintia, à l'ouest, un arbre à caoutchouc situé à côté d'un terrain de football a été modifié afin que ses branches puissent servir de gradins vivants de racine. Des racines aériennes de l'arbre ont été imbriquées dans les espaces entre plusieurs branches, créant ainsi des plates-formes à partir desquelles les villageois peuvent regarder des matchs de football.